# أريسا أوغاساوارا
أريسا أوغاساوارا (小笠原亜里沙 أوغاساوارا أريسا) هي ممثلة يابانية ولدت في 30 سبتمبر 1980 في طوكيو.

## أدوارها في الأنمي

### مسلسلات أنمي تلفزيونية
- وولفز راين - تشيزا
- البدلة المتنقلة جاندام 00 - ماري بارفاسي سوما بيريس، هارو البرتقالي
- دي جرايمان - لولو-بيل
- كاوبوي بيباب - ميفا
- أويدو روكيت - أوريكو
- كيكايشي - ريو شيشيو
- هيرومان - هولي جونز
- ستار درايفر - ميلين أراغون
- الإكسورسيست الأزرق - نيشيواكي
- هيوغيمونو - تشاتشا

### أوفا أنمي
- ساينت سيا: ذا لوست كانفاس - سينريسا

### أفلام أنمي
- تيلز أوف فيسبيريا: ذا فرست سترايك - هيسكا أيهيب
- فيلم البدلة المتنقلة جاندام 00: أ ويكينينج أوف ذا تريلبليزر - ماري بارفاسي سوما بيريس

## أدوارها في الدبلجة اليابانية
- دامو ستحيل - دامو ستحيل
- هاري بوتر وكأس النار - فلورا ديلاكور
- جمال أمريكي - جين بورنهام
- رجال عود الثقاب - أنجيلا
- آي كارلي - شيلبي ماركس
- الكاذبات الصغيرات الجميلات - آريا مونتجمري
- فتيات لئيمات - كيدي هيرون
- بيرسي جاكسون والأوليمبونس: لص البرق - أنابيث تشيس

## وصلات خارجية
- أريسا أوغاساوارا على موقع IMDb (الإنجليزية)
- أريسا أوغاساوارا على موقع ميوزك برينز (الإنجليزية)
- أريسا أوغاساوارا على موقع ديسكوغز (الإنجليزية)
- أريسا أوغاساوارا على موقع قاعدة بيانات الفيلم (الإنجليزية)
- أريسا أوغاساوارا على موقع ANN person (الإنجليزية)